# Амалия Луиза фон Сайн-Витгенщайн-Сайн
Амалия Луиза фон Сайн-Витгенщайн-Сайн (на немски: Amalia Louise zu Sayn-Wittgenstein-Sayn; * 3 юли 1702; † 17 декември 1737) е графиня от Сайн-Витгенщайн-Ноймаген и чрез женитба графиня на Вид-Рункел.
Тя е дъщеря на граф Карл Лудвиг Албрехт фон Сайн-Витгенщайн-Ноймаген (1658 – 1724) и втората му съпруга Шарлота фон Сайн-Витгенщайн-Хоенщайн (1661 – 1725), дъщеря на граф Густав фон Сайн-Витгенщайн-Клетенберг-Лора (1633 – 1700) и Анна де Ла Плац (1634 – 1705).
Амалия Луиза фон Сайн-Витгенщайн-Сайн умира на 17 декември 1737 г. на 35 години.

## Фамилия
Амалия Луиза фон Сайн-Витгенщайн-Сайн се омъжва на 17 януари 1733 г. за граф Йохан Лудвиг Адолф фон Вид-Рункел (1705 – 1762), вдовец на Кристиана Луиза от Източна Фризия (* 1 февруари 1710; † 12 май 1732), син на граф Максимилиан Хайнрих фон Вид-Рункел-Дирдорф (1681 – 1706) и графиня София Флорентина фон Липе-Детмолд (1683 – 1758). Тя е втората му съпруга. Те имат два сина и две дъщери:
- Максимилиан Лудвиг (* 25 март 1734; † 12 януари 1771), граф
- Франц Лудвиг (* 7 март 1735; † 15 декември 1791), граф
- Луиза (* 10/16 октомври 1736; † сл. 1753), омъжена на 1 септември 1769 г. за Йохан Готхард Хер († сл. 1769)
- Фридерика Луиза (* 13 декември 1737; † 14 декември 1737)